# Carnières (Frankrijk)
Carnières is een gemeente in het Franse Noorderdepartement (regio Hauts-de-France). De plaats maakt deel uit van het arrondissement Cambrai en is hoofdstad van een kanton. Het ligt in de historische streek van het Kamerijkse (Cambrésis). Carnières telde op 1 januari 2022 987 inwoners.

## Geschiedenis
In Carnières zijn bij opgravingen sporen van Romeinse gebouwen gevonden. In de 10e eeuw werd het domein Carnières door koning Karel de Eenvoudige aan het kapittel van de Onze-Lieve-Vrouwekathedraal in Kamerijk gegeven, die het in bezit had tot aan de Franse Revolutie.
In de 19e en de eerste helft van de 20e eeuw was er heel wat industriële activiteit met o.a. een enkele textielfabriekjes, een paar brouwerijen en een suikerraffinaderij. Het dorp was toen ook aangesloten op het spoornet (de voormalige lijn Kamerijk – Le Cateau), die echter al rond 1960 buiten gebruik werd gesteld.

## Bezienswaardigheden
De huidige Sint-Germanuskerk van Carnières werd gebouwd rond 1890 en is een ontwerp van de Rijselse architect Louis Marie Cordonnier, die in het Noorderdepartement tal van gebouwen in neo-stijlen heeft gebouwd. Deze neogotische kerk vervangt een ouder gebouw, waarvan de laatgotische klokkentoren uit de 16e eeuw bewaard is. Deze toren stond oorspronkelijk aan het westeind van de oude kerk, de dichtgemetselde boog vormde de ingang.

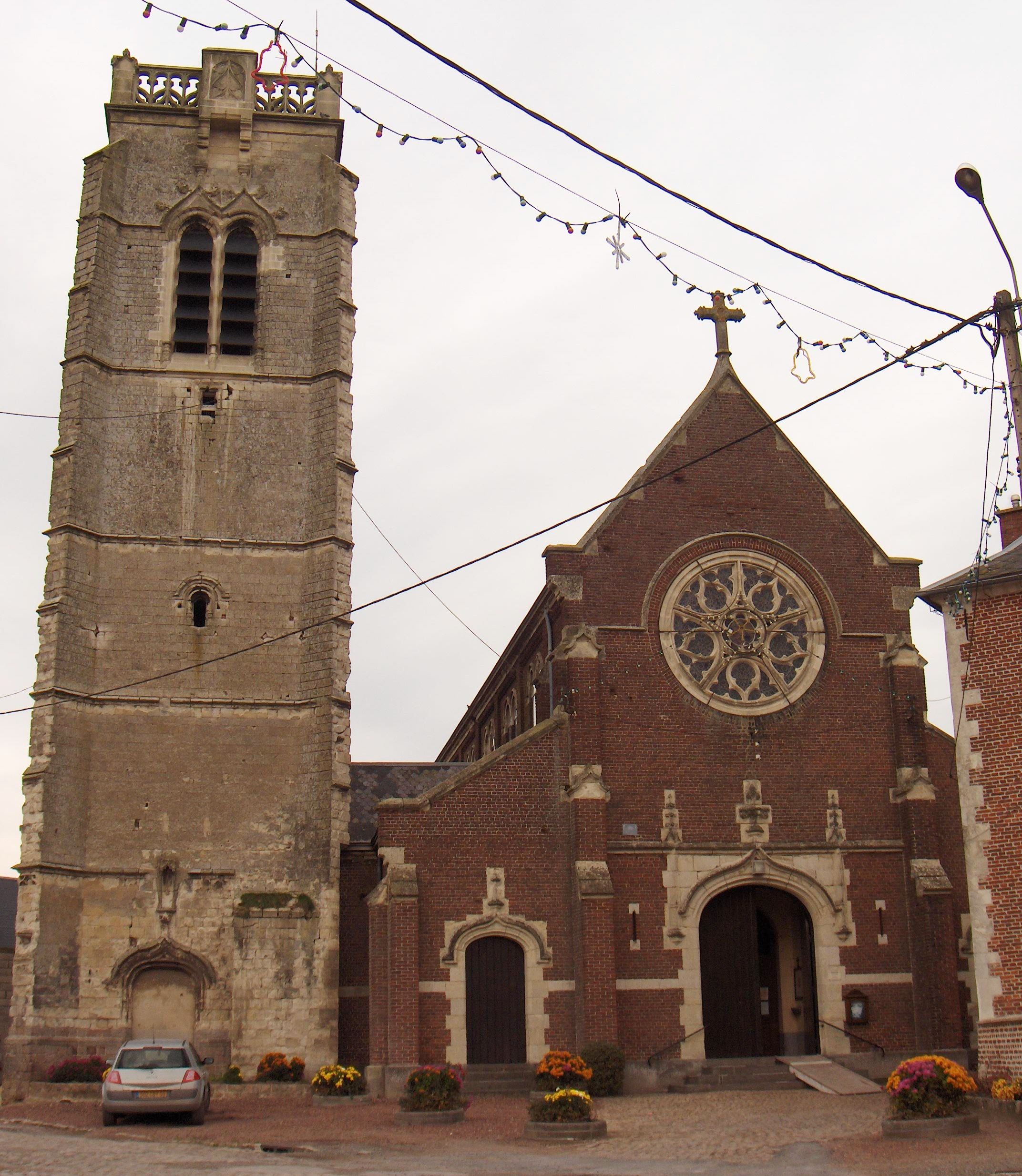
Sint-Germanuskerk in Carnières

## Geografie
De oppervlakte van Carnières bedroeg op 1 januari 2022 8,13 vierkante kilometer; de bevolkingsdichtheid was toen 121,4 inwoners per km².

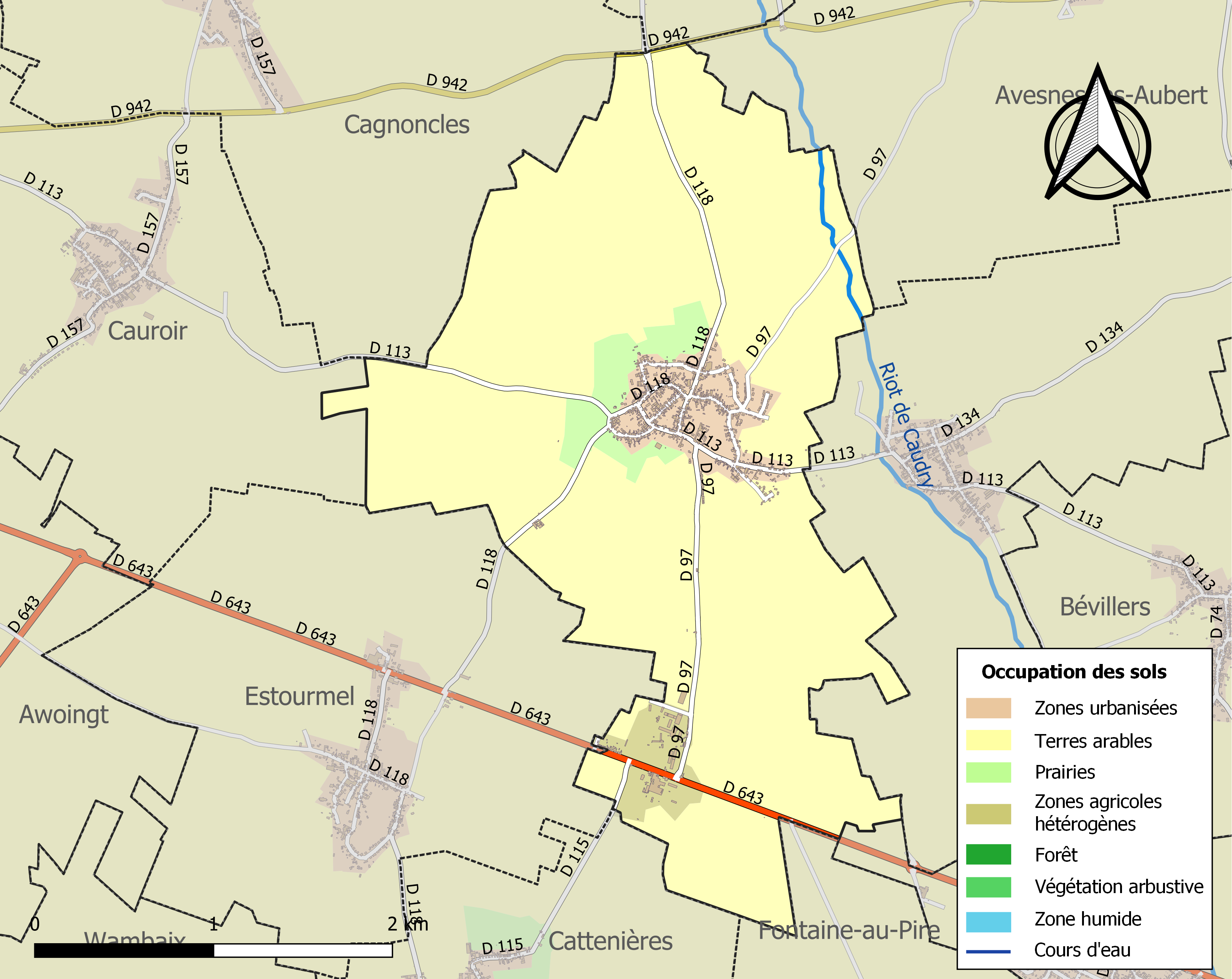
Kaart van de gemeente met belangrijkste infrastructuur, bodemgebruik en omliggende gemeenten

## Demografie
Onderstaande figuur toont het verloop van het inwonertal (bron: INSEE-tellingen).